# 托馬斯·因斯
托馬斯·因斯（英語：Thomas Harper Ince，1880年11月6日—1924年11月19日）是美國的一位無聲電影演員、導演、編劇和製作人。有「西部片之父」之稱。他編劇的影片The Italian和導演的影片Civilization被收入國家影片登記部。他也有自己的電影工作室Culver City。

## 外部連結
- Thomas H. Ince在互联网电影资料库（IMDb）上的資料（英文）
- Ince Theater, Culver City,California （页面存档备份，存于）
- Bellaonline.com article: The Strange Death of Thomas Ince （页面存档备份，存于）
- 在Find a Grave上的托馬斯·因斯